# الحركة الحمقاء المميتة وتصليح مميت غبي
الحركة الحمقاء المميتة "و تصليح مميت غبي (كما في الإسم الرسمي للنسخة العربية) (بالإنجليزية:mortal folly and mortal recoil) هما الحلقتان الرابعة والعشرين و الخامسة والعشرين في الموسم الثاني من مسلسل الرسوم المتحركة الامريكي وقت المغامرة "الحركة الحمقاء المميتة" تمت كتابتها وعمل لوحة القصص المصورة من قبل آدم موتو وريبيكا شوغر، في حين أن" تصليح مميت غبي" تمت كتابتها وعمل لوحة القصص المصورة من قبل جيسي مويهانهان و كول سانشيز و كلاهما يستندان الى قصة مارك بانكر، وكِنت أوزبورن، باتريك ميخالي، وصانع السلسلة بيندليتون وارد تم بث الحلقتين في الاصل على كرتون نتورك في 2 مايو 2011، وأدى رون بيرلمان دور الليتش، و ايزابيلا اكرس في دور الاميرة الصغيرة، ستصبح شخصية بيرلمان هي المسلسل الرئيسي، وسوف يعود إلى الظهور في العديد من حلقات الموسم الرابع والخامس•

## القصة

### الحركة الحمقاء المميتة
أثناء التأمل مع فين وجايك، تشعر الأميرة بابلغام بتحذير يتعلق بليتش، ساحر شرير حوصر منذ فترة طويلة في كتلة من العنبر من قبل البطل الأسطوري بيلي، يخبر فين بابلغام و وجايك عن الحلم، ويقوم الثلاثة برحلة إلى الشجرة الموجودة أعلى قصر بابلغام حيث يتم إخفاء كتلة العنبر، تضع
الاميرة جواهر سحرية على رؤوس فين وجايك و والتي ستمنع الليتش من السيطرة على عقولهم أثناء فحص الكهرمان، يتم وضع حلزون تحت تعويذة ليش ويساعد في كسره بينما لا ينتبه فين وجايك، ثم ينفجر الليتش خارج المملكة، تاركًا موجة دمار في طريقه.
فين وجيك، بعد الحصول على القفاز الأسطوري لبيلي بالإضافة إلى سترة وردية خاصة من صنع بابلغام يطاردونهم، لكن ملك الجليد يقاطعهم باستمرار، الذي يواصل محاولة الحصول على موافقة فين وجيك للزواج من بابلغام، سئم ملك الجليد من من رفضهم، ويختطف بابلغام ويتبع فين وجايك بينما يطارد البطلان الليتش، يصل الليتش في النهاية إلى عرينه، محطة مترو أنفاق مهجورة، ويخلق مجموعة من السائل الأخضر الذي يخطط لاستخدامه لاستعادة قوته وتدمير العالم.
فين، جايك، ملك الجليد، و بابلغام يتبعون الليتش في عرينه، في التشابك الذي يلي ذلك، تم تدمير قفاز بيلي من قبل الليتش وكسر جوهرة فين، يحاول الليتش السيطرة على عقل فين، لكن فين يجد نفسه قادرًا على مقاومة ذلك. تم الكشف بعد ذلك أن سترة بابلغام التي اعطتها لفين لها القدرة على صد الليش لأنها مشبعة بـ"الإعجاب بشخص ما كثيرًا"، ثم يأخذ فين السترة ويدفعها في تجاويف عين ليش ويمزق وجهه ويدمره، ومع ذلك، يُسقط ملك الجليد عن طريق الخطأ بابلغام في وعاء ليتش الشرير، ويشعر فين وجايك بالخوف

### تصليح مميت غبي
بعد سقوط الأميرة بابلغام في بئر قوة الليتش، تم نقلها إلى مستشفى مملكة الحلوى وتم إنقاذها، ومع ذلك، يشعر ملك الجليد أن هناك شيئًا ما منحرفًا ويحاول تحذير فين، لكن فين يوبخه بغضب ويطلب منه مغادرة المملكة، ثم يركز فين وجيك طاقتهما على رعاية الأميرة بابلغام، التي يبدو سلوكها غريبا في البداية، تدعي أنها بحاجة إلى قسط من الراحة ،لكنها سرعان ما تبدأ في التصرف بشكل غريب، مثل التشنج في سريرها، يغادر فين للحصول على العناصر التي تطلبها بابلغام - والتي تشمل البلوتونيوم المستخدم في صنع الأسلحة والأمونيوم والبنزين من بين أشياء أخرى - ويحاول جيك تشجيع بابلغام بأغنية.
هذا مع ذلك النيران الخلفية وأميرة العلكة تشعل غرفة نومها بنوع من السحر الأسود، من الواضح أن بابلغام كانت تمتلكها روح الليش، يعود فين، ويكتشف الاثنان بابلغام وهي تخلط المكونات التي استعادها فين في حوض إستحمامها ثم شربتها، سرعان ما تتشوه وتتحول إلى وحش بشع، تقذف فين وجيك عبر الحائط ويكتشف الاثنان ملك الجليد، وأخبرهم أخيرًا أنه رأى "بعيون ساحرة" روح الليتش تنزل إلى بابلغام بعد أن سقطت في بئر القوة، الثلاثة يشكلون تحالفًا غير مرجح، حيث يتعاونون للتغلب على العلكة الممسوسة بـليتش
بينما يصرفها فين، يستخدم ملك الجليد قواه الجليدية لتجميد بابلغام، ومع ذلك، فإن لحظة نجاحهم تنتهي عندما تنقلب العلكة التي لا تزال مجمدة وتتحطم في كل مكان، تم نقل أجزاء جسدها مرة أخرى إلى المستشفى حيث أعيد تجميعها، ومع ذلك لا توجد قطع كافية لإكمالها، وينتهي بها الأمر بالعودة إلى فتاة تبلغ من العمر 13 عامًا، فين البالغ من العمر 13 عامًا أيضًا متحمس لذلك، لكن ملك الجليد تخلى مؤقتًا عن سعيه وراء بابلغام نظرًا لسنها، مع انتهاء الحلقة تم الكشف عن أن الليتش قد امتلك مرة أخرى جسد الحلزون، الذي يلوح بغضب وداعًا للكاميرا

## البث العربي
تم بث الحلقة على كرتون نتورك بالعربية خلال عرض الموسم 02 في اكتوبر 2011 لكن تم إيقاف عرضها ولم تعرض أبدا منذ عام 2015 لسبب مجهول